# Санчо (1-й граф Альбукерке)
Са́нчо (Sancho; 1342 — 19 березня 1374) — кастильський інфант, граф Альбуркеркський (1366—1374). Королівський хорунжий (1370—1371). Сеньйор Ледесми, Аро, Бріонеса, Белорадо, Сересо, Альби-де-Лісте, Медельїна, Тьєдри і Монтальбана.Представник Кастильського Бургундського дому. Народився у Севільї, Кастилія. Позашлюбний син кастильського короля Альфонсо XI від коханки Леонори де Гусман. Зведений брат кастильського короля Педро І. Брав участь у війні кастильської шляхти під проводом Енріке II проти Педро І. Одружився із португальською інфантою Беатрисою, донькою португальського короля Педру I й Інеси де Кастро (1373). У шлюбі мав двох дітей — графа Фернандо й графиню Леонору, дружину арагонського короля Фернандо I. Помер у Бургосі, Кастилія.

## Імена
- Са́нчо Альбурке́ркський (ісп. Sancho de Alburquerque) — за графським титулом.
- Са́нчо Альфо́нсо, або Са́нчо Альфо́нсович (ісп. Sancho Alfonso) — за іменем батька.
- Са́нчо Касти́льський (ісп. Sancho de Castilla) — за назвою країни.

## Сім'я
- Батько: Альфонсо XI, король Кастилії.
- Мати: Леонора де Гусман
- Дружина (з 1373): Беатриса, португальська інфанта.
- Діти:
  - Фердинанд, альбуркеркський граф.
  - Елеонора ∞ Фернандо I, король Арагону.